# Charançon rouge des palmiers
Rhynchophorus ferrugineus · Charançon palmiste
Espèce
Le Charançon rouge des palmiers ou Charançon palmiste (Rhynchophorus ferrugineus) est une espèce d'insectes coléoptères, de la famille des Dryophthoridae (sous-famille des Rhynchophorinae, tribu des Rhynchophorini).
Il est considéré comme nuisible pour les plantations de palmiers d'Asie et de Mélanésie. Il a atteint le Moyen-Orient et le bassin méditerranéen au milieu des années 1980 (il est mentionné en Espagne en 1994) où il se propage rapidement en posant de grands problèmes de gestion. Il est identifié dans le Sud-Est de la France mi-2006.

## Description
Rhynchophorus ferrugineus est un grand charançon rouge d'environ 3 à 3,5 cm de long.
Les larves brun crème sont dodues avec une capsule céphalique brun foncé.

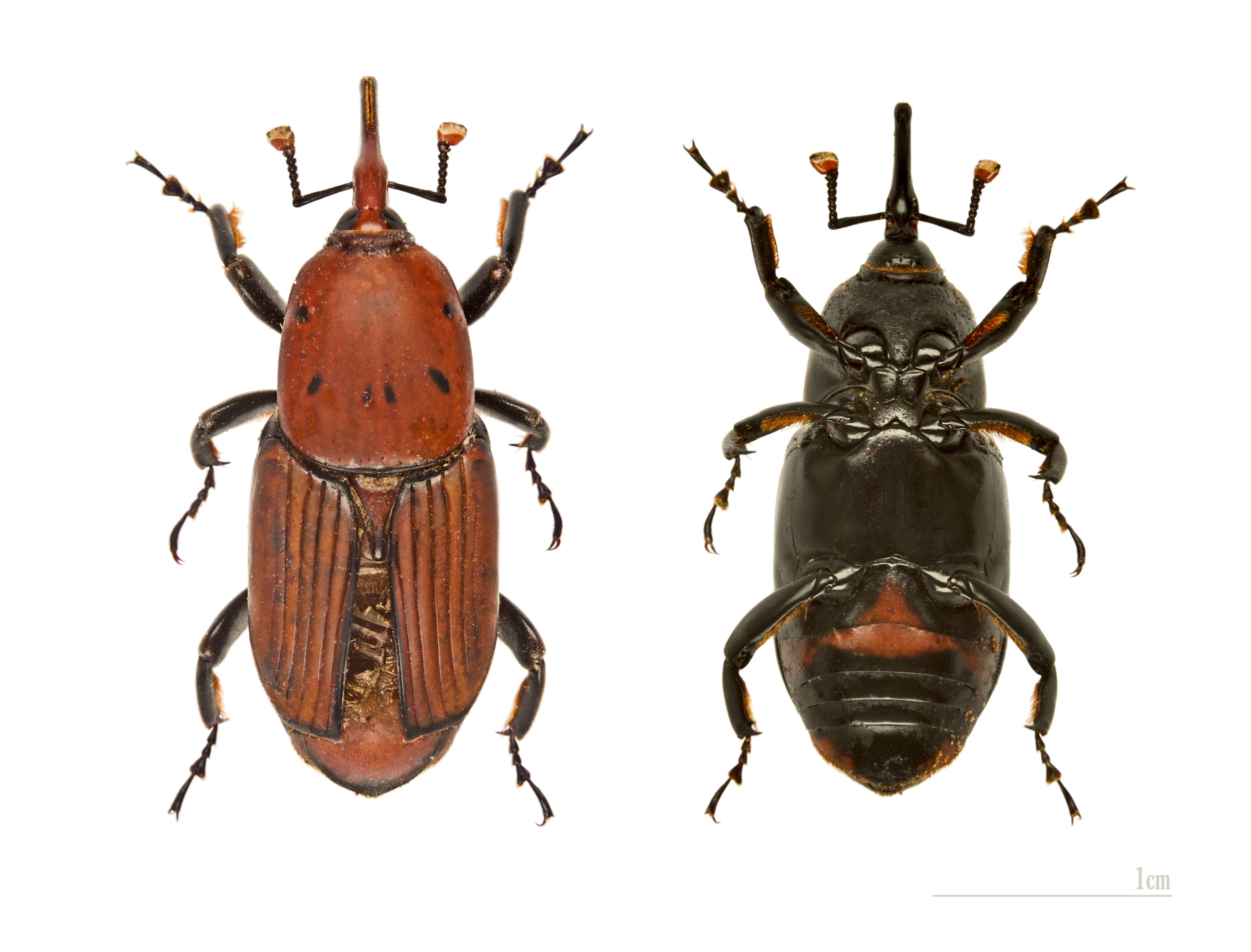
Les deux faces d'une femelle - MHNT.
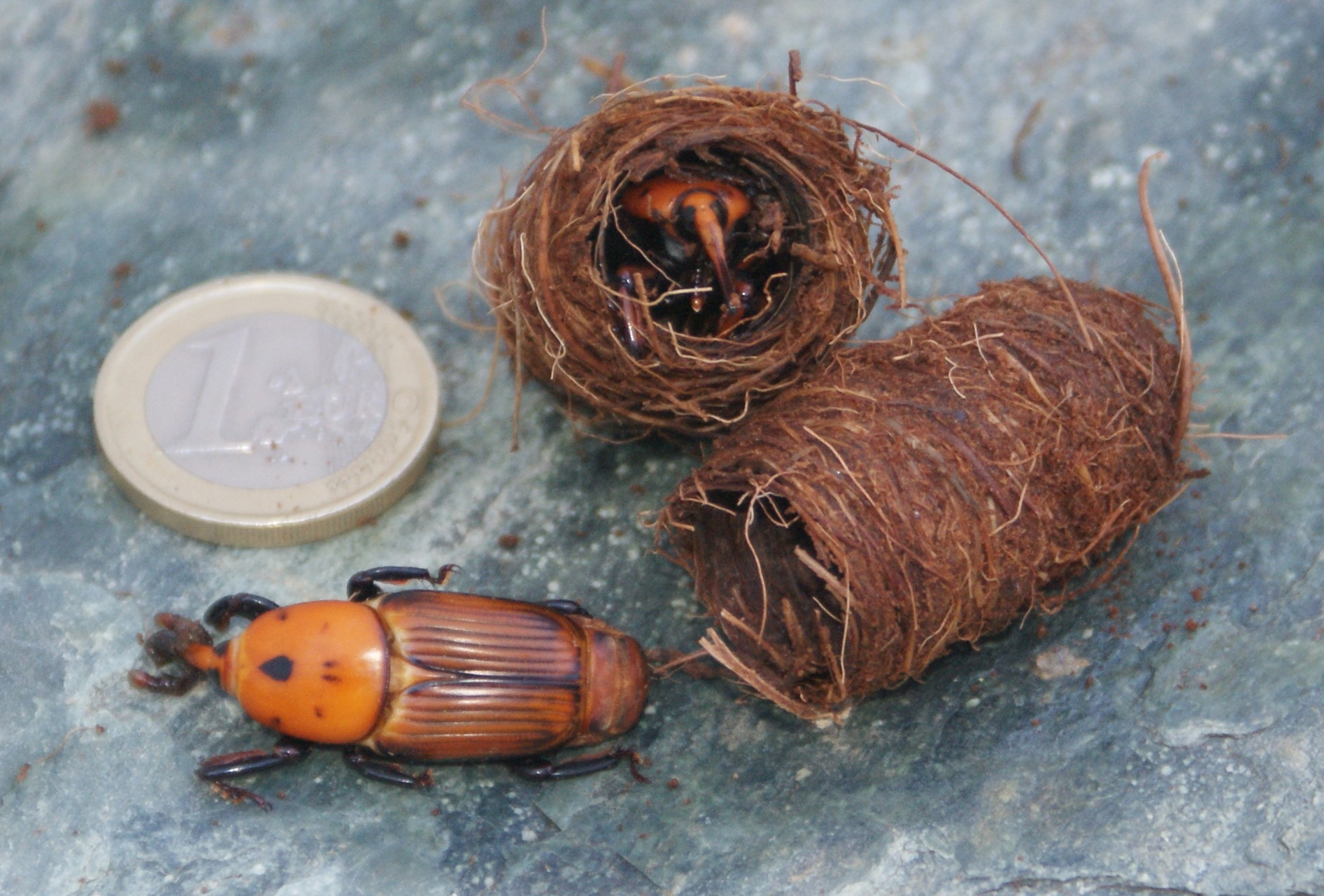
Loges de nymphose ouvrées avec des adultes.
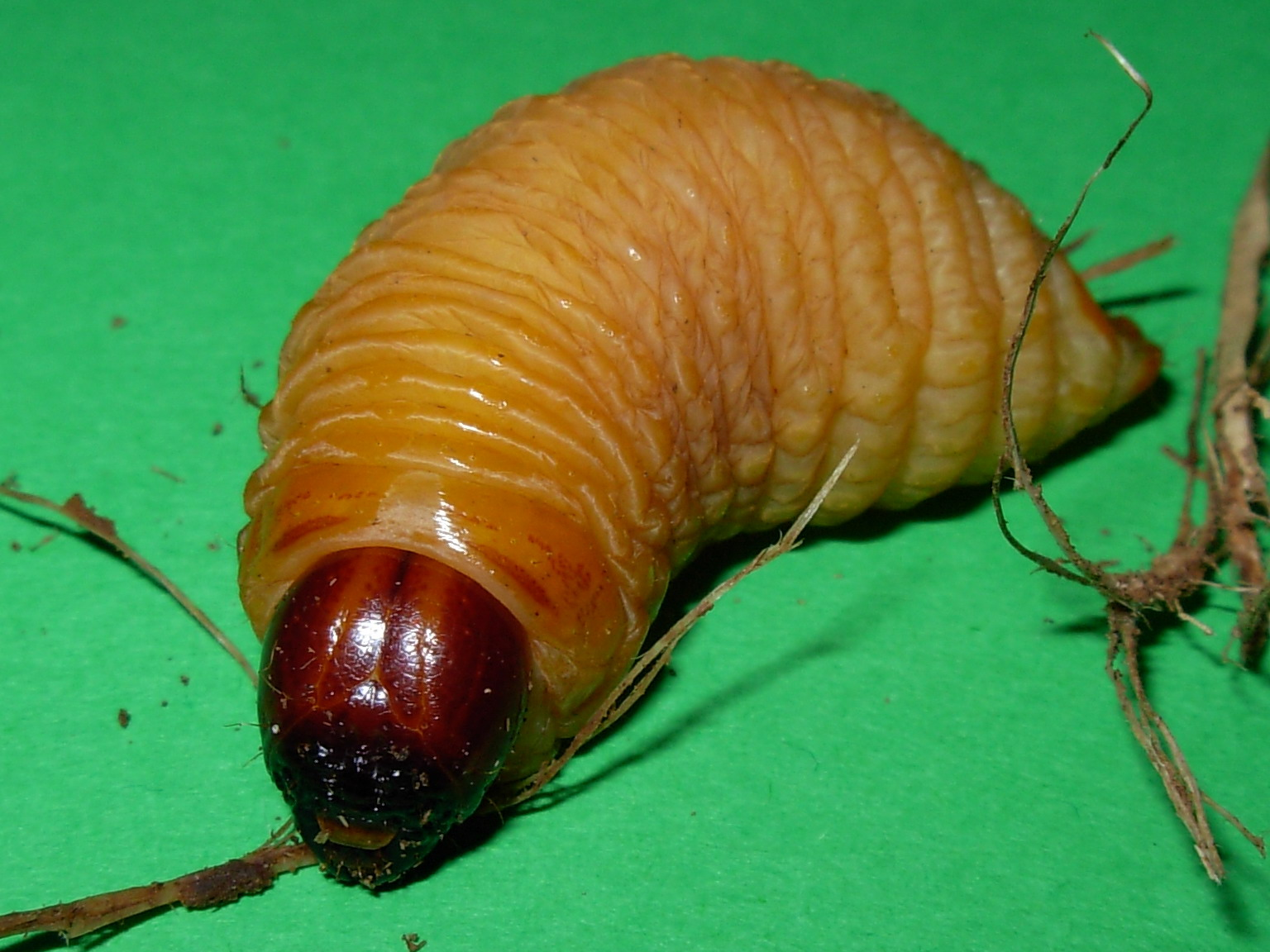
Larve.
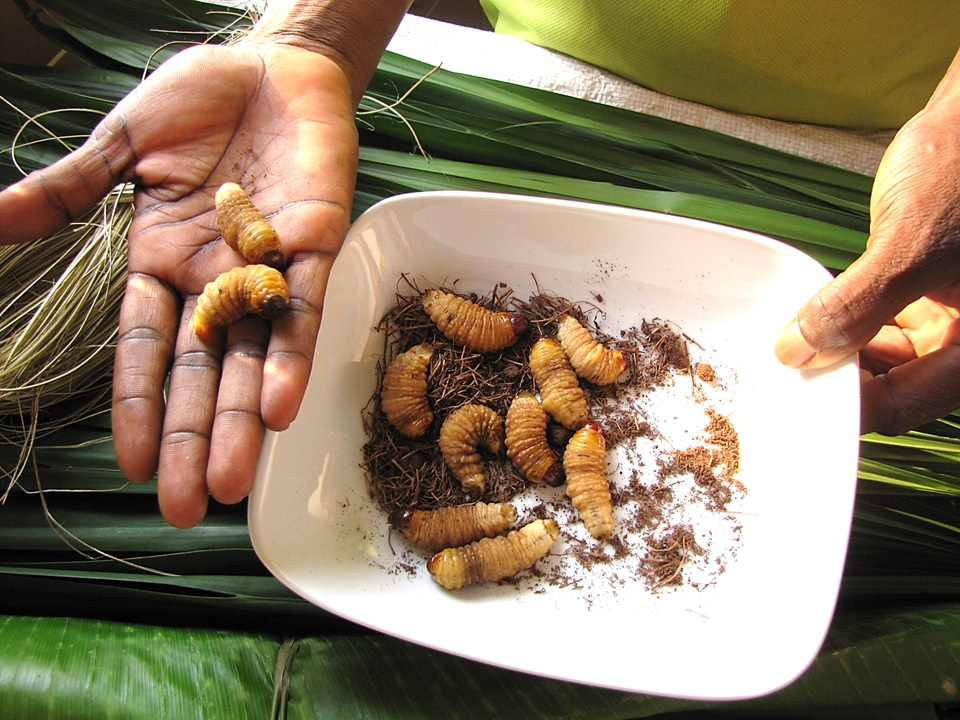
Larves consommées au Congo.
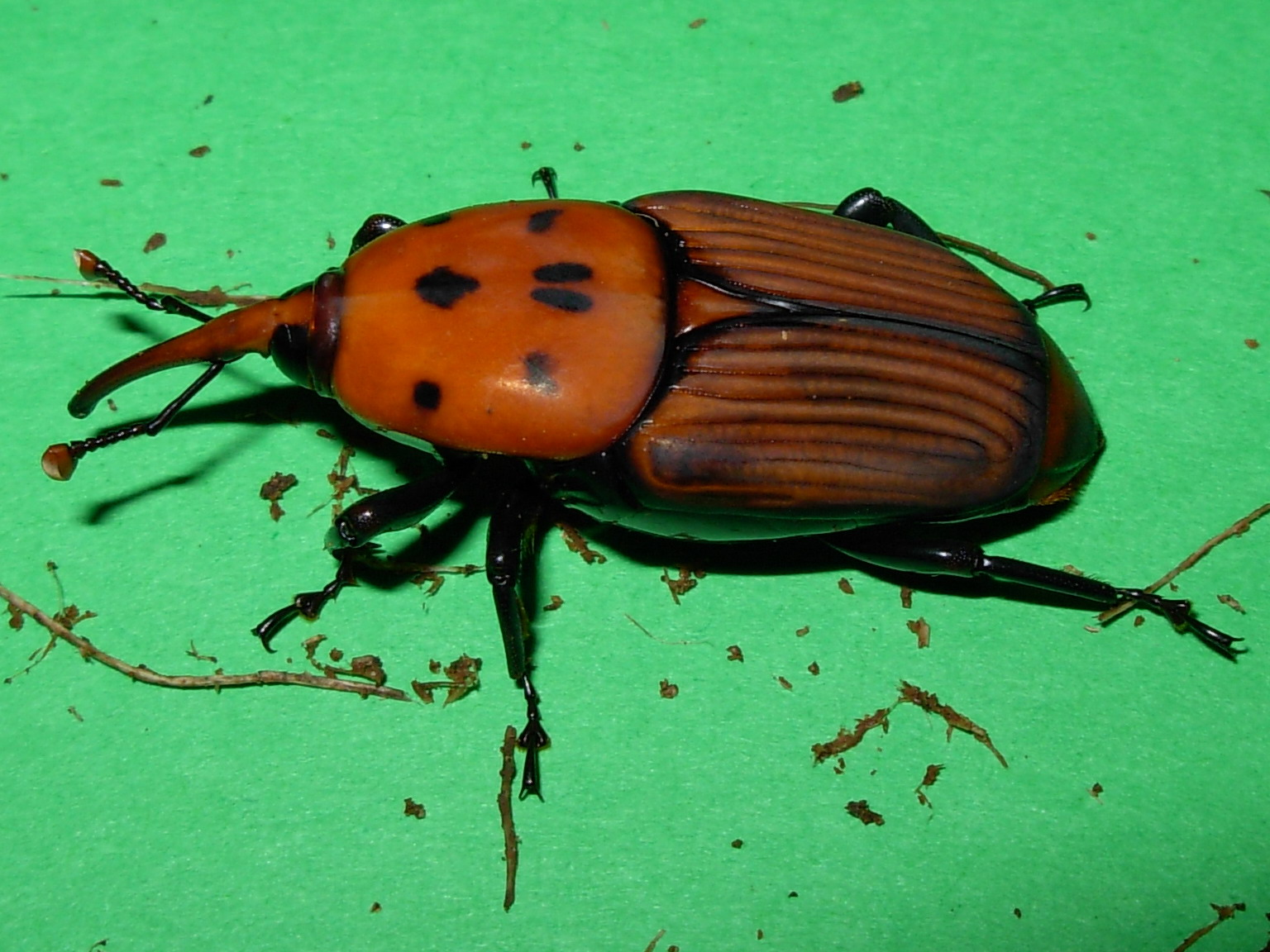
Adulte femelle.

## Distribution géographique
Originaire des îles de l'Indonésie et des côtes de l'Inde méridionale, il est une espèce typiquement diffuse en Asie du sud orientale, il est connu pour les dommages considérables apportés aux plantations de cocotiers (Wattanapongsiri, 1966).
Dans les années 1980, le curculionidé a été signalé, en Arabie saoudite, dans les Émirats arabes unis et dans le sultanat d'Oman, même si la présence de l'espèce dans la péninsule arabe a été déjà rapportée au début du siècle passé (Buxton, 1920). Ensuite la diffusion au Moyen-Orient s'est produite rapidement et, à partir de 1990, l'espèce a été signalée en Iran, ensuite en Égypte, Jordanie, Israël et dans les territoires palestiniens.
De l'Égypte, le passage à l'Europe a été inévitable et déjà en 1994, le curculionidé a été signalé dans le sud de l'Espagne, à cause du commerce de palmiers ornementaux entre les deux pays. Certains spécimens ont été aperçus dans le parc naturel de la Sierra d'Irta. En fait, pour des raisons économiques, les consignes phytosanitaires de quarantaine n'ont pas toujours été respectées. Normalement chaque palmier prévu pour l'exportation doit être mis en quarantaine un an chez le fournisseur et encore un an chez les revendeurs. Il est arrivé en Grèce avec les palmiers achetés pour embellir Athènes à l'occasion des Jeux olympiques d'été de 2004.

### En France
Le tueur de palmiers, comme l'espèce a été baptisée, contamine le Var depuis octobre 2006. Le premier cas, en France, a été recensé à Sanary, dans une propriété privée. Puis s'est propagé sur les communes de Six-Fours-les-Plages, La Seyne, Toulon, Hyères, Le Lavandou, La Croix-Valmer, Cavalaire, tout autour du golfe de Saint-Tropez, jusqu'au cap d'Antibes.
Ce ravageur est bien plus redoutable que le Paysandisia archon, autre nuisible des palmiers, qui est installé depuis déjà quelques années dans le sud de l'Europe. Les premiers symptômes d'une attaque par le Charançon Rouge n'apparaissent que bien après le début de l'infestation. Les dégâts internes sont particulièrement importants, les plantes fortement attaquées perdent la totalité de leurs palmes et meurent après le pourrissement complet du stipe. Toutes les communes littorales ainsi que les professionnels de la filière sont mobilisés dans la lutte contre cette invasion.
Une nouvelle invasion du charançon rouge a été repérée en 2007 sur un palmier de Bordighera (qu'il a fallu abattre et brûler), ville italienne située près de la frontière française, au bord de la Méditerranée. Cette prolifération suscite des inquiétudes et nécessite la mise en œuvre de procédures radicales pour éviter l'infestation des quelque 50 000 palmiers recensés dans les Alpes maritimes.
Du Var, le charançon s'est propagé dans toute la région PACA, en Corse et sur une partie de la région Occitanie. Il est présent en avril 2020 en périphérie de Toulouse, en plus du papillon Paysandisia archon.
Il fait en France l'objet d'un arrêté national contre l'espèce.
En août 2012 il a été détecté en Principauté de Monaco (secteur des Monéghetti, à proximité du parcours vita). En avril 2013, il a été détecté à Ploemeur dans le département du Morbihan sur un lot de Phoenix canariensis importés d'Espagne.

### En Belgique et aux Pays-Bas
L’insecte est présent depuis 2020 en Belgique et aux Pays-Bas.

## Plantes hôtes
Le palmier coco (Cocos nucifera L.) représente l’espèce sur lequel le curculionidé cause les dommages économiques les plus importants, mais de nombreux Arecaceae peuvent être attaqués entre autres
Areca catechu,
Arenga pinnata, Borassus flabellifer, 
Brahea armata, Butia capitata, Calamus merillii, Caryota maxima, 
Caryota cumingii,
Chamaerops humilis, Cocos nucifera, Corypha gebanga,
Corypha elata, Elaeis guineensis, Livistona australis, 
Jubaea chilensis,
Livistona decipiens, Metroxylon sagu, Oreodoxa regia, 
Phoenix canariensis,
Phoenix dactylifera, Phoenix theophrasti, Phoenix sylvestris,
Sabal umbraculifera, Trachycarpus fortunei (Palmier de Chine) et 
Washingtonia.
Dans les palmiers touchés, il a pu être recensé entre 300 et 1 000 individus et toutes les espèces sont attaquées. La plante meurt entre 2 et 5 ans selon l'importance de l'infection. Les larves dévorent les jeunes palmes avant de coloniser les cœurs et d'y creuser leurs galeries.

## Systématique
L'espèce Rhynchophorus ferrugineus a été décrite par l'entomologiste français Guillaume-Antoine Olivier en 1790, sous le nom initial de Curculio ferrugineus.

### Synonymie
- Curculio ferrugineus Olivier, 1790 Protonyme
- Cordyle sexmaculatus Thunberg, 1797
- Curculio hemipterus Sulzer, 1776
- Calandra ferruginea (Olivier) Fabricius, 1801
- Rhynchophorus indostanus Chevrolat, 1882
- Rhynchophorus pascha var. cinctus Faust, 1892
- Rhynchophorus signaticollis Chevrolat, 1882
- Rhynchophorus signaticollis var. dimidiatus Faust, 1894

### Noms vernaculaires
- Charançon rouge des palmiers
- Calandre ferrigineuse[10]

### Taxinomie
Il existe deux sous-espèces 
- Rhynchophorus ferrugineus ferrugineus (Olivier, 1790)
- Rhynchophorus ferrugineus var. seminger Faust, 1894

## Le charançon rouge des palmiers et l'homme

### Lutte
La lutte contre ce ravageur classé danger de catégorie 1 est une obligation légale sur tout le territoire français, en vertu de l'arrêté du 15 décembre 2014, article 201-1 du Code rural et de la pêche maritime. Les collectivités doivent la mettre en œuvre sur leur territoire selon les dispositions prévues par l'arrêté national du 21 juillet 2010. Les moyens de cette lutte sont multiples, selon que l'on se situe dans le cadre du dépistage, d'une lutte préventive ou de la gestion des palmiers contaminés ; un triple périmètre de lutte et de surveillance est mis en place dès qu'un foyer contaminé est signalé, dans un rayon respectivement de 100 et de 200 mètres, la zone tampon de surveillance s'étendant jusqu'à 10 km.

#### Moyens chimiques
Il existe des insecticides à pulvériser sur la plante, mais le moyen considéré comme le plus efficace à court terme est l'injection chaque année de benzoate d'emamectine.

#### Moyen par phéromone
Excellents résultats sur un diamètre de 100 mètres. Le piège attire et noie les mâles grâce à un diffuseur de phéromones. Plus de 50 mâles par saison par piège.

#### Moyens biologiques
Un moyen de lutte biologique est la pulvérisation de nématodes entomopathogènes spécifiques, comme le Steinernema carpocapsae, qui parasitent rapidement la larve du charançon rouge et celle du papillon Paysandisia archon.
On utilise également un champignon pathogène, le Beauveria bassiana, actif contre les larves de charançon rouge et du papillon Paysandisia archon. Un produit biologique à base de spores de Beauveria bassiana peut être épandu sur le cœur des palmiers, contaminant ainsi les larves des ravageurs. Le produit agit à la fois en préventif et en curatif.

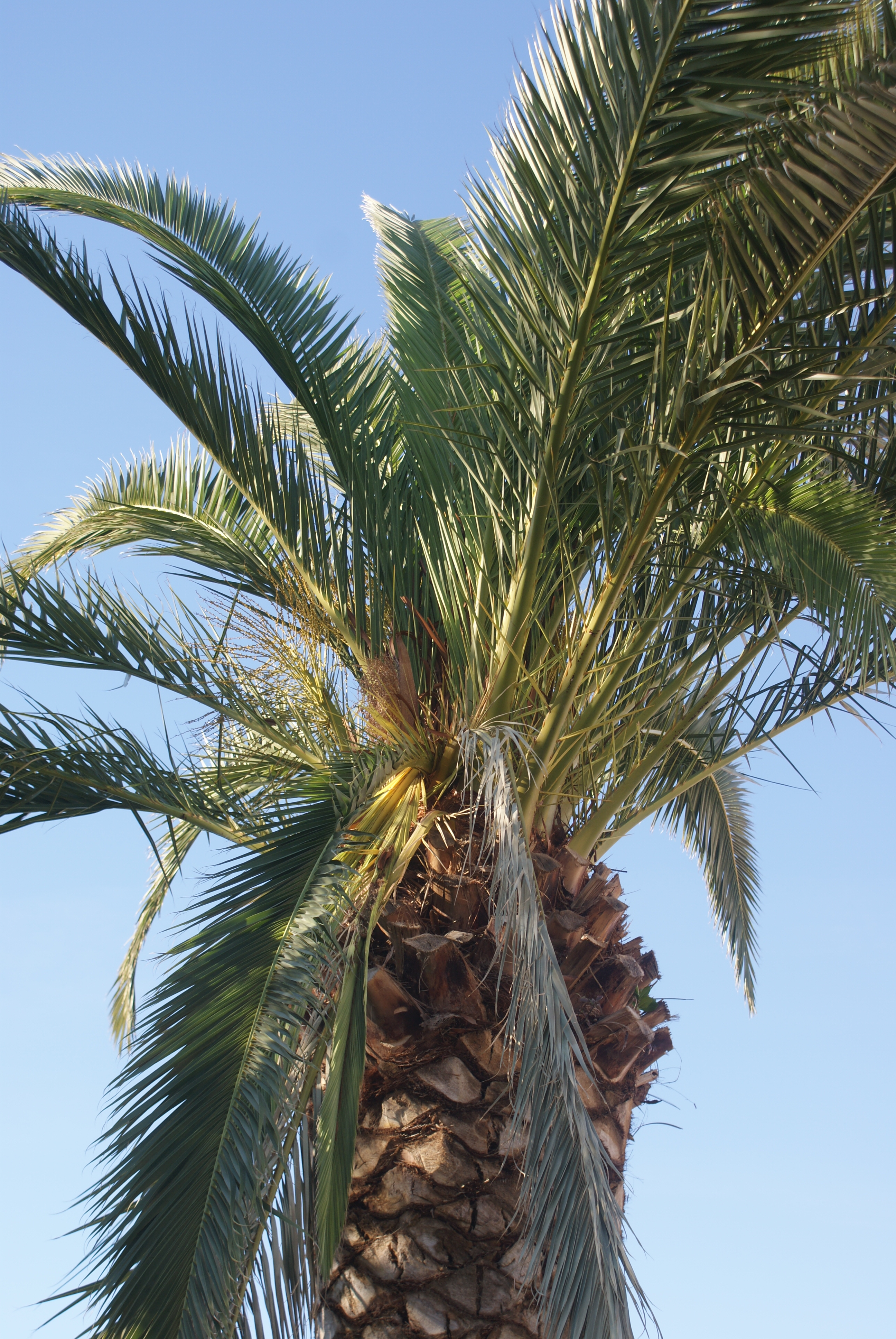
Premiers symptômes d'une infestation (dattier des Canaries).
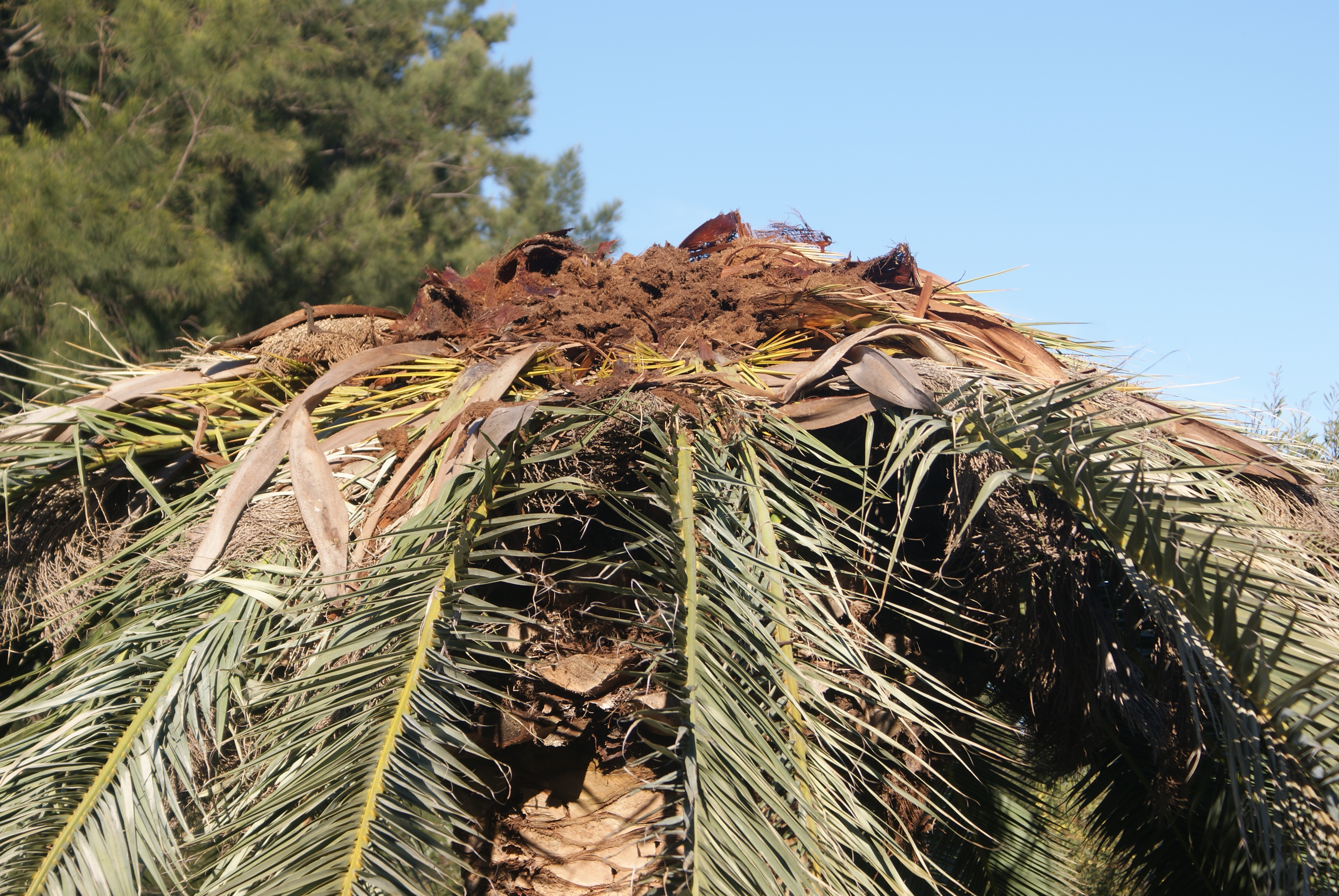
Dattier des Canaries fortement attaqué.
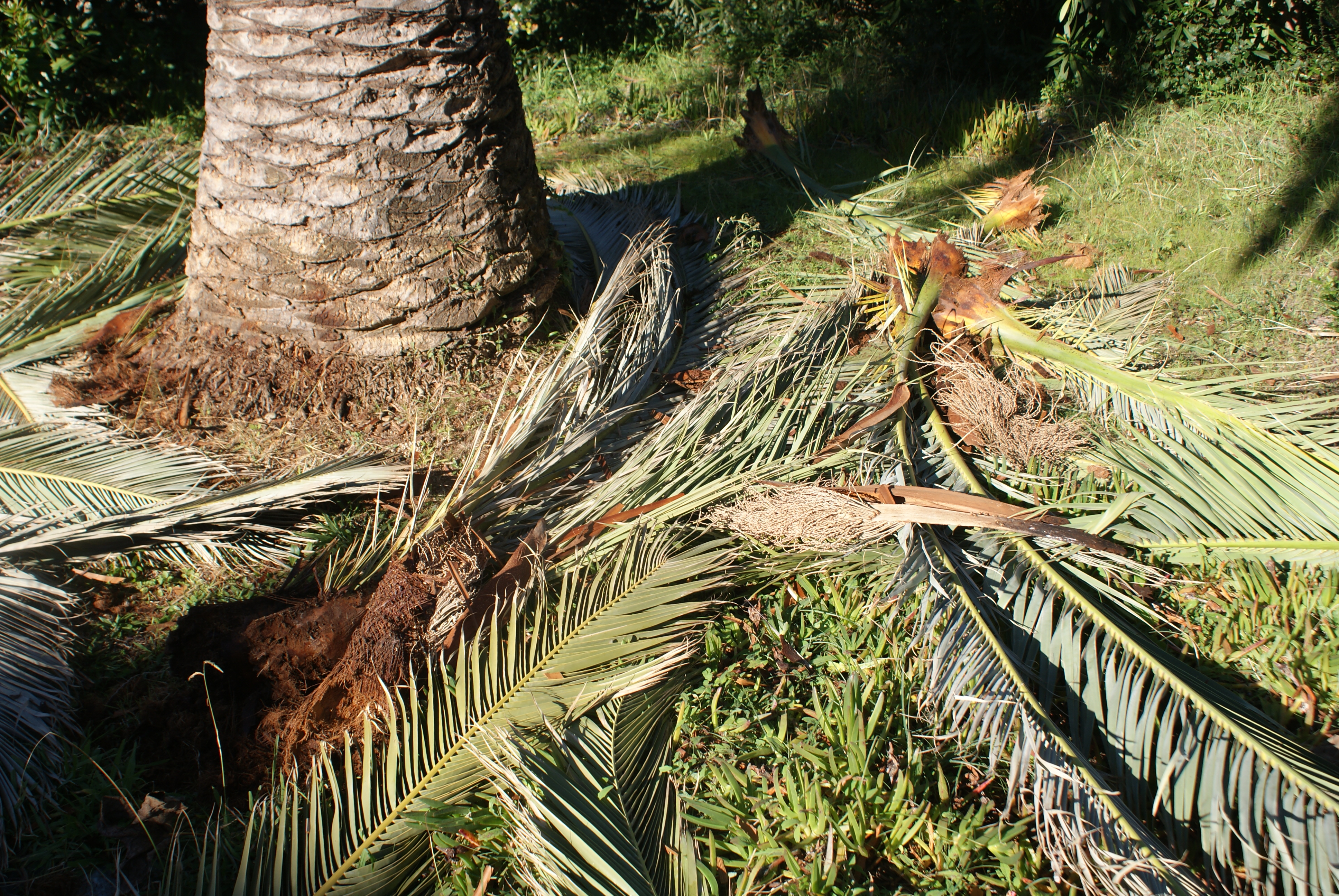
Les palmes infestées tombent du cœur de l'arbre, au sommet du stipe.
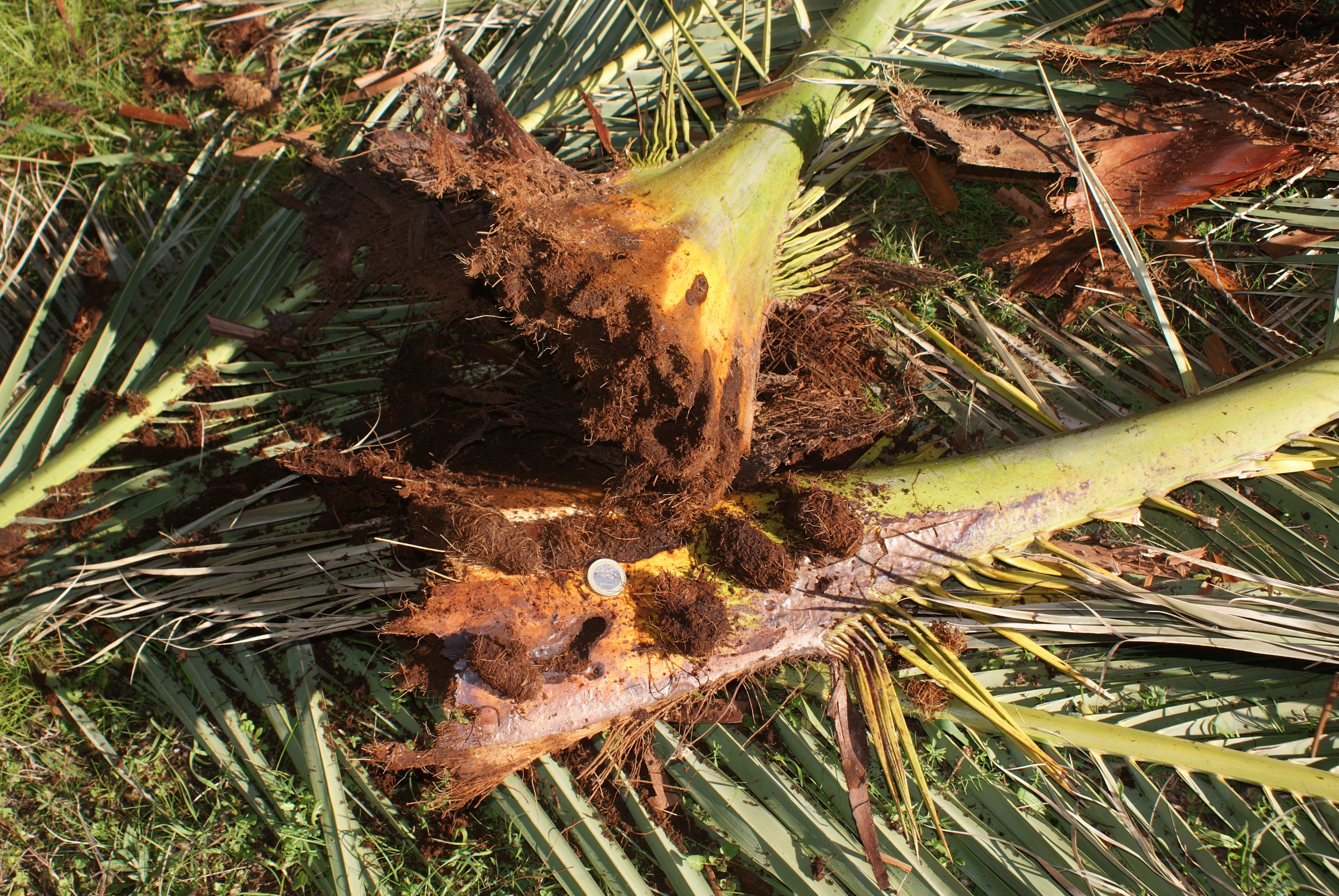
Dans les trous des larves se trouvent aussi des loges de nymphose.

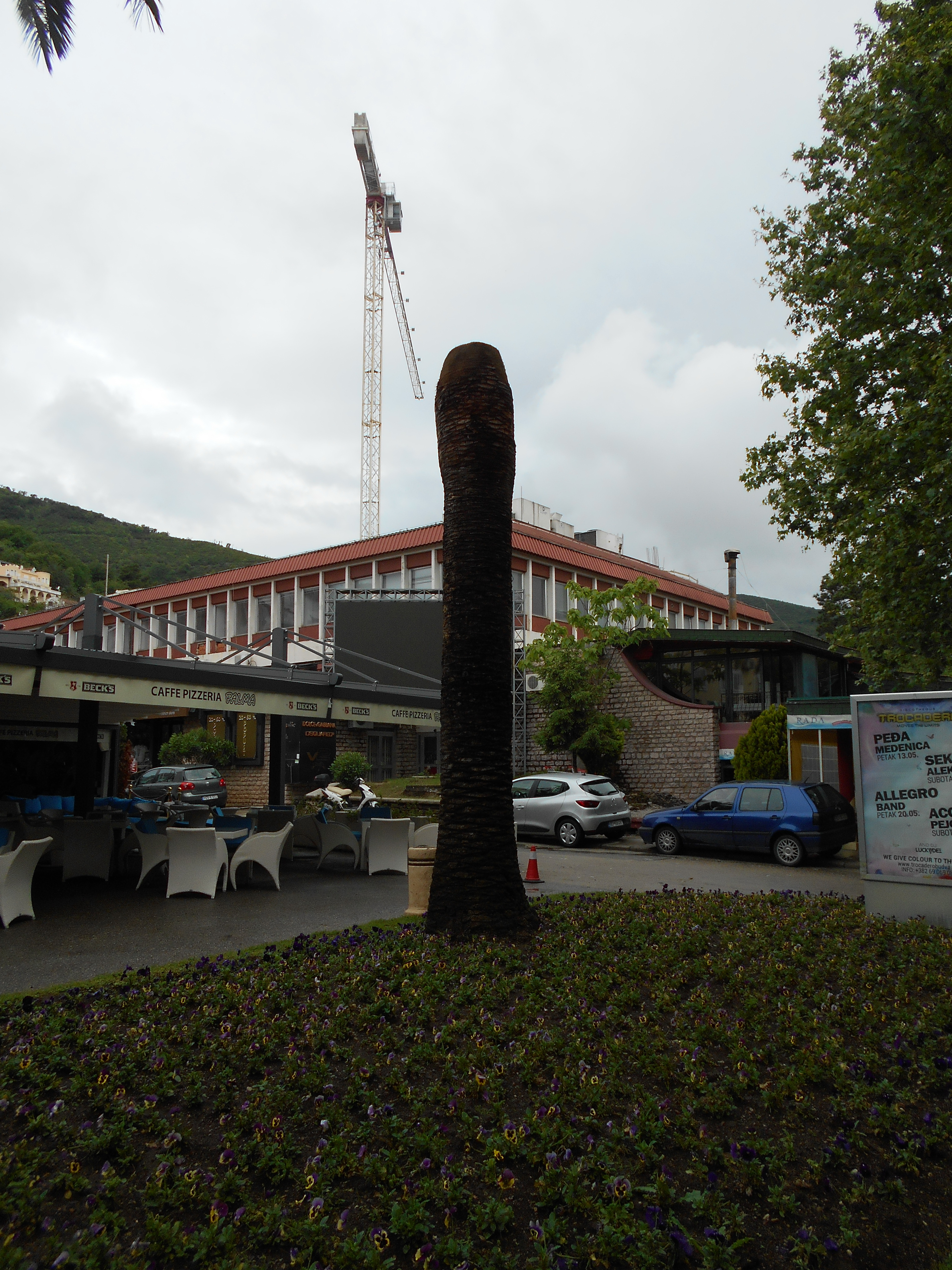
Palmier complètement détruit
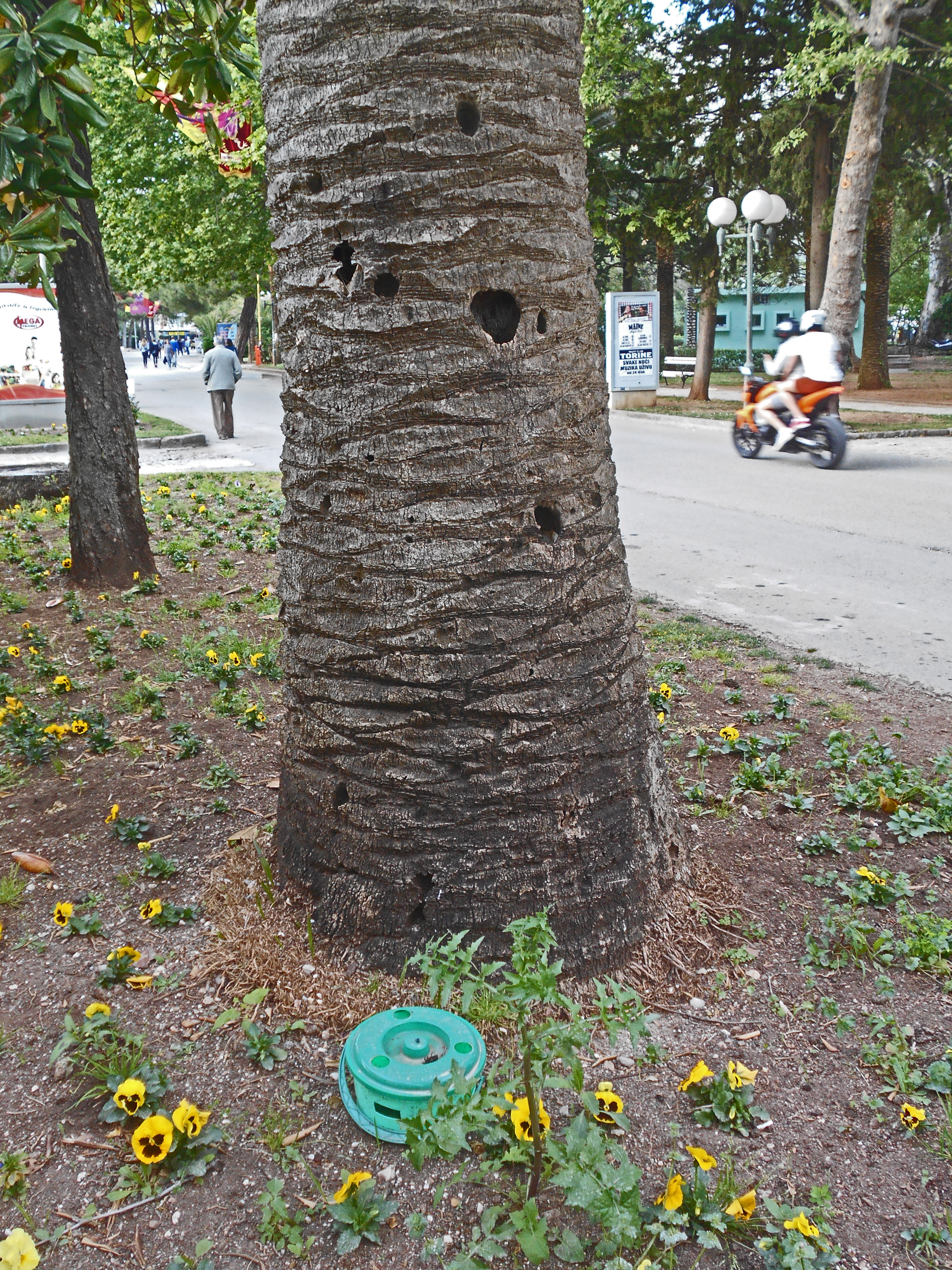
Pièges pour charançon rouge des palmiers
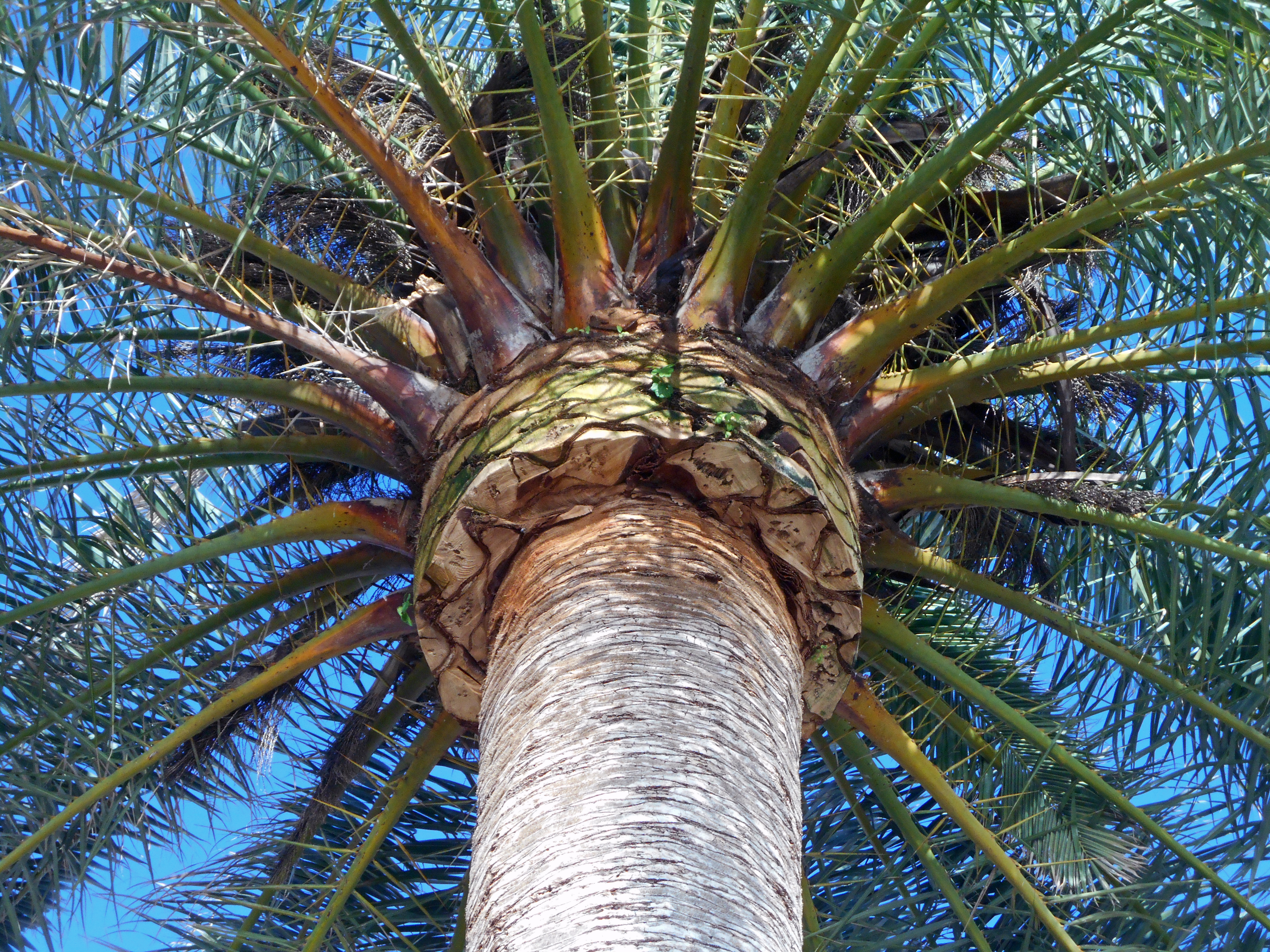
Élimination des débris de feuilles molles du tronc, comme l'un des moyens de lutter contre le charançon rouge du palmier
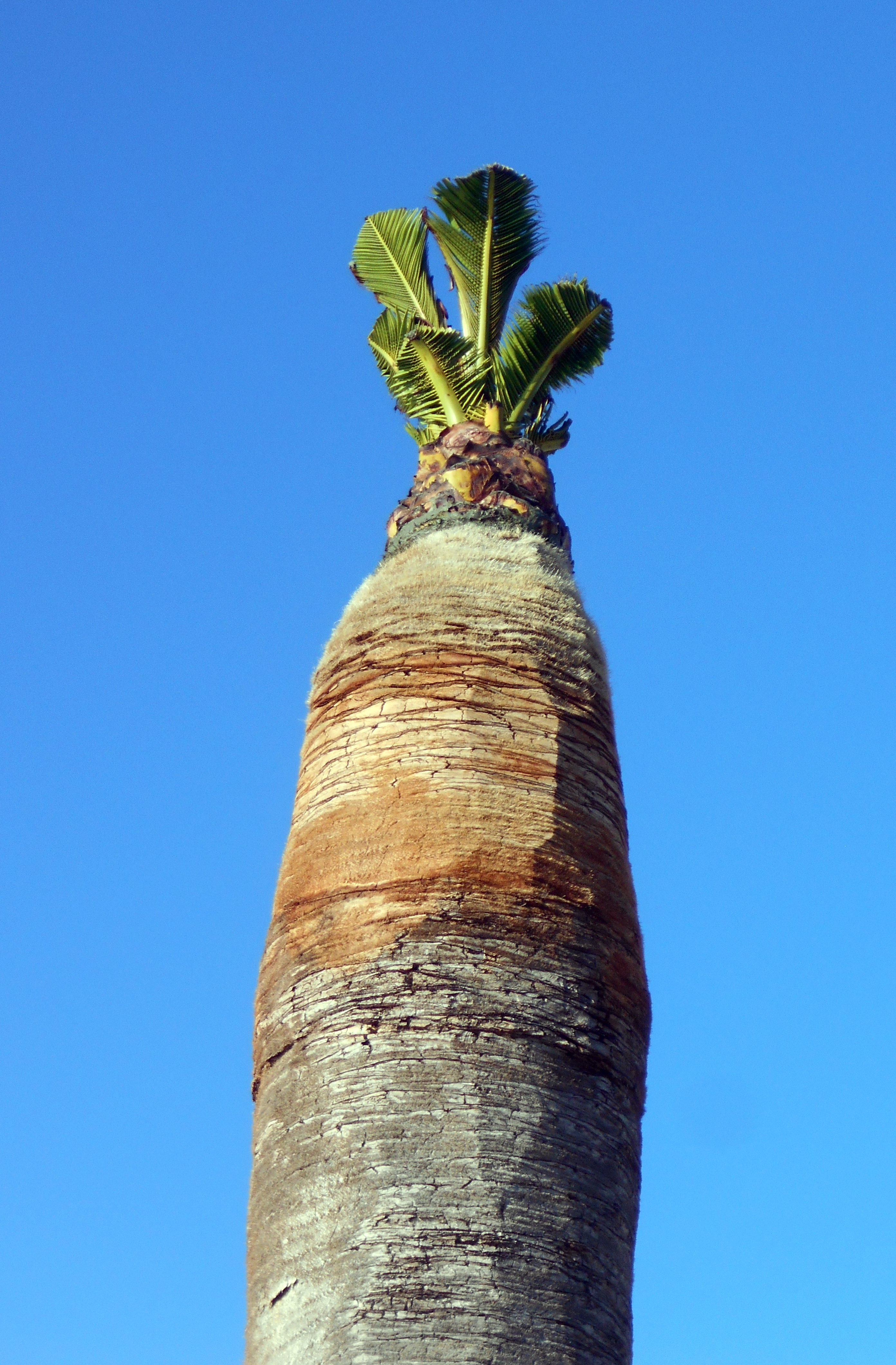
Palmier récupéré

### Entomophagie
Les populations de la Papouasie-Nouvelle-Guinée consomment les larves de ce coléoptère. Très appréciées, notamment par les enfants, elles sont simplement mâchées. Elles entrent aussi dans diverses préparations culinaires. Leur composition chimique montre qu'elles sont composées de 73,4 % d'eau, 6,9 % de protéines, 8,5 % de glucides, 11,3 % de graisse. Leur consommation n'est pas limitée à ce pays ni à cette espèce, d'autres espèces du genre Rhynchophorus, sont fréquemment consommées.